# Cixius interior
Cixius interior är en insektsart som beskrevs av Walker 1858. Cixius interior ingår i släktet Cixius och familjen kilstritar. Inga underarter finns listade i Catalogue of Life.